# Mario Mutsch
Mario Mutsch (Sankt Vith, 3 settembre 1984) è un allenatore di calcio ed ex calciatore lussemburghese, centrocampista.

## Carriera

### Club
Nella stagione 2008-2009 gioca nell'Aarau, nella prima divisione svizzera. Dal 2009 al 2011 ha giocato nella seconda divisione francese con il Metz, mentre nella stagione 2011-2012 ha fatto parte della rosa del Sion, club della prima divisione svizzera, campionato in cui ha giocato anche dal 2012 al 2017 con la maglia del San Gallo, club con cui ha inoltre disputato anche 8 partite in Europa League (in aggiunta alle 2 disputate in precedenza al Sion). Nella stagione 2018-2019 gioca ulteriori 5 partite nei turni preliminari di questa competizione, con la maglia dei lussemburghesi del Progrès Niedercorn.

### Nazionale
Nel 2005 ha esordito nella nazionale lussemburghese. Inoltre, con la nazionale lussemburghese è stato per anni il recordman di presenze raggiunto 102 partite disputate, venendo agganciato nel 2024 da Laurent Jans.